# آيت بوستة (سيدي غانم)
آيت بوستة هي إحدى مشيخات المملكة المغربية، تتبع جغرافيا لإقليم الصويرة وإداريًا لسيدي غانم. يقدر عدد سكانها بـ 1924 نسمة حسب الإحصاء الرسمي للسكان والسكنى لسنة 2004.